# (256) Вальпурга
(256) Вальпурга (англ. Walpurga) — небольшой тёмный астероид главного пояса, открытый 3 апреля 1886 года австрийским астрономом Иоганном Пализой в Венской обсерватории и названный в честь святой Вальпурги, английской миссионерки в Империи франков.
- Орбита астероида Вальпурга и его положение в Солнечной системе